# Serrasalmidae
Serrasalmidae, naziv za porodicu riba u redu Characiformes. Sve i jedna poznata vrsta, ima ih (92), su slatkovodne a pripadaju u 16 različitih rodova.
Ova porodica obuhvaća neke opasne vrste riba kao što je piranja.

## Rodovi
1. Acnodon Eigenmann, 1903 3 vrste
2. Catoprion Müller & Troschel, 1844,  1 vrsta Catoprion mento (Cuvier, 1819)
3. Colossoma Eigenmann & Kennedy, 1903, 1 vrsta,  Colossoma macropomum (Cuvier, 1816)
4. Metynnis Cope, 1878 14 vrsta
5. Mylesinus Valenciennes, 1850, 3 vrste
6. Myleus Müller & Troschel, 1844, 15 vrsta
7. Myloplus Gill, 1896, 2, vrste
8. Mylossoma Eigenmann & Kennedy, 1903, 3 vrste
9. Ossubtus Jégu, 1992, 1 vrsta,  Ossubtus xinguense Jégu, 1992
10. Piaractus Eigenmann, 1903, 2 vrste
11. Pristobrycon Eigenmann, 1915, 5 vrsta
12. Pygocentrus Müller & Troschel, 1844, 4 vrste
13. Pygopristis Müller & Troschel, 1844, 1 vrsta,  Pygopristis denticulata (Cuvier, 1819)
14. Serrasalmus Lacépède, 1803, 31 vrsta
15. Tometes Valenciennes, 1850, 4 vrste
16. Utiaritichthys Miranda-Ribeiro, 1937, 3 vrste